# ECW Anarchy Rulz
Anarchy Rulz fue un evento pago por visión de lucha libre profesional, producido por la empresa Extreme Championship Wrestling (ECW). 

## Resultados

### 1999
Anarchy Rulz 1999 tuvo lugar el 19 de septiembre de 1999 desde el Odeum Expo Center en Villa Park, Illinois.
- Lance Storm derrotó a Jerry Lynn (16:38)
  - Storm cubrió a Lynn con un "Roll-Up".
- Jazz derrotó a The Prodigy (0:58)
  - Prodigy fue descalificada.
- Nova & Chris Chetti junto con Simon Diamond & Tony DeVito terminaron sin resultado (3:52)
- Yoshihiro Tajiri derrotó a Super Crazy y Little Guido en una Three-Way Dance (14:38)
  - Crazy cubrió a Guido. (9:18)
  - Tajiri cubrió a Crazy después de un "Brainbuster". (14:38)
- Justin Credible derrotó a Sabu (14:06)
  - Credible cubrió a Sabu después de un "That's Incredible!" en una silla.
- Mike Awesome derrotó a Masato Tanaka y Taz (c) en una Three-Way Dance ganando el Campeonato Mundial Peso Pesado de la ECW (13:48)
  - Awesome y Tanaka cubrieron a Taz. (2:01)
  - Awesome cubrió a Tanaka después de un "Awesome Bomb" en una mesa. (13:48)
- Tommy Dreamer & Raven derrotaron a Steve Corino & Jack Victory reteniendo el Campeonato en Parejas de la ECW (3:24)
  - Dreamer cubrió a Corino después de un "DDT".
- Rob Van Dam derrotó a Balls Mahoney reteniendo el Campeonato Mundial de la Televisión (19:39)
  - Van Dam cubrió a Mahoney después de una "Five-Star Frog Splash".

### 2000
Anarchy Rulz 2000 tuvo lugar el 1 de octubre de 2000 desde el Roy Wilkins Auditorium en Saint Paul, Minnesota.
- Dark match: Nova derrotó a Bilvis Wesley
  - Nova cubrió a Wesley.
- Danny Doring & Amish Roadkill derrotaron a Christian York & Joey Matthews (7:14)
  - Doring cubrió a York después de un "Buggy Bang".
- Kid Kash derrotó a EZ Money (w/Julio Dinero y Chris Hamrick) (9:39)
  - Kash cubrió a Money con un "Hurricanrana".
- Joel Gertner derrotó a Cyrus (2:34)
  - Gertner cubrió a Cyrus con un "Schoolboy".
- Da Baldies (Angel & Tony DeVito) derrotaron a Balls Mahoney & Chilly Willy (7:39)
  - Angel y DeVito cubrieron simultáneamente a Mahoney y Willy después de golpearlos con una silla.
- Steve Corino (w/Jack Victory) derrotó a C.W. Anderson (12:47)
  - Corino cubrió a Anderson después de un "Old School Expulsion".
  - Como resultado, Corino se convirtió en el retador número 1 al Campeonato Mundial Peso Pesado de la ECW.
- The F.B.I. (Little Guido & Tony Mamaluke) (w/Sal E. Graziano) derrotó a Yoshihiro Tajiri & Mikey Whipwreck (w/The Sinister Minister) reteniendo el Campeonato en Parejas de la ECW (8:38)
  - Guido cubrió a Whipwreck después de golpearlo con el campeonato.
- Rhino derrotó a Rob Van Dam (w/Bill Alfonso) reteniendo el Campeonato Mundial de la Televisión (12:41)
  - Rhino cubrió a Van Dam después de una "Piledriver" en una silla.
- Jerry Lynn derrotó a Justin Credible ganando el Campeonato Mundial Peso Pesado de la ECW (19:36)
  - Lynn cubrió a Credible después de un "Cradle piledriver".